# Contea di Xiong
La contea di Xiong (雄县S, Xióng XiànP) è una contea della Cina, situata nella provincia di Hebei e amministrata dalla prefettura di Baoding.